# تئوراما
تئوراما (انگلیسی: Teorama) نام شهری در کشور کلمبیا است.